# Longitarsus alternatus
Longitarsus alternatus är en skalbaggsart som först beskrevs av Ziegler 1845.  Longitarsus alternatus ingår i släktet Longitarsus och familjen bladbaggar. Inga underarter finns listade i Catalogue of Life.